# Friedrich Wilhelm Schubert
Friedrich Wilhelm Schubert (* 20. Mai 1799 in Königsberg i. Pr.; † 21. Juli 1868 ebenda) war ein deutscher Historiker und Staatskundler.

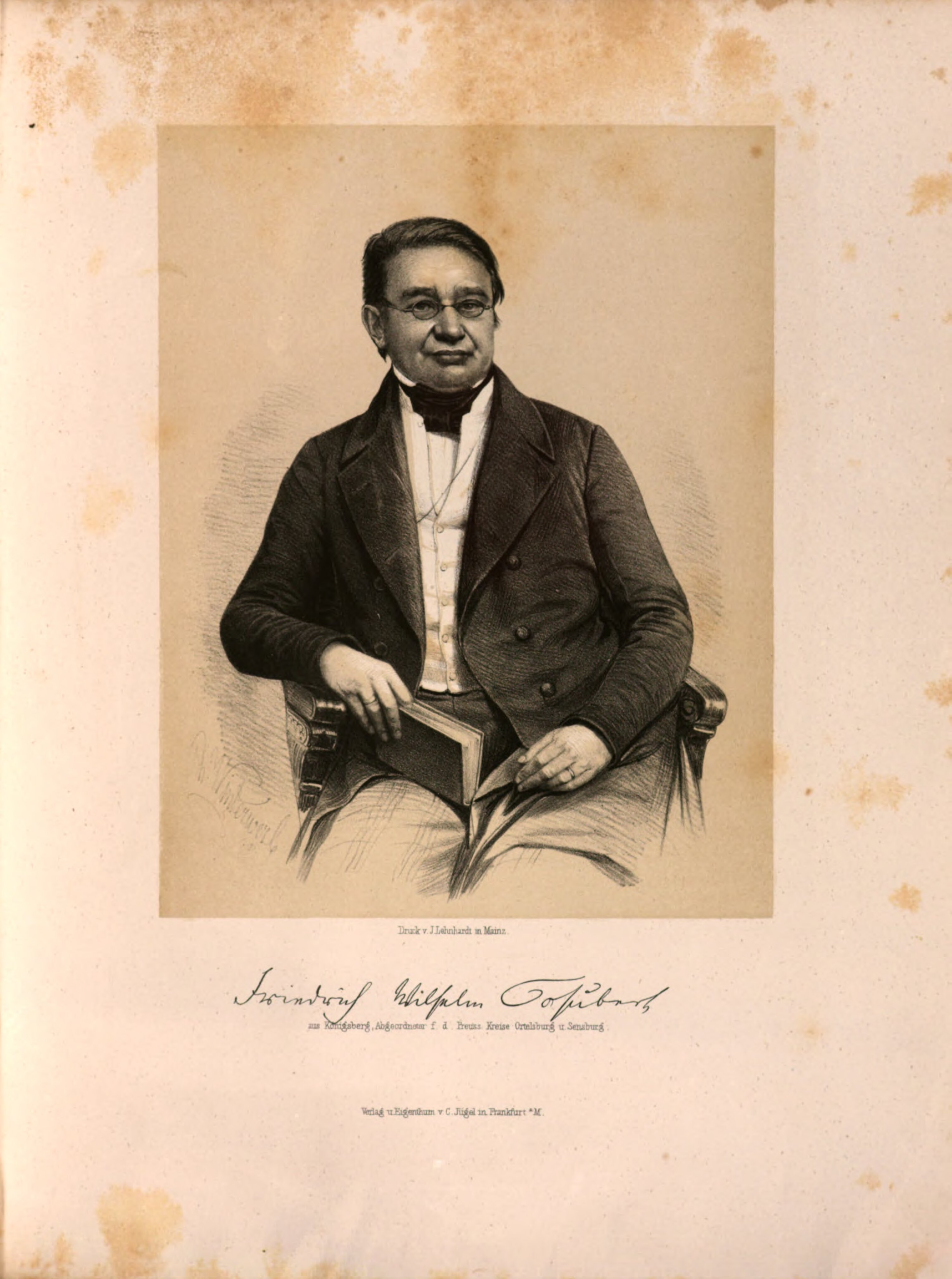
Friedrich Wilhelm Schubert

## Leben
Friedrich Wilhelm Schubert entstammte einer Handwerkerfamilie und nahm als Schüler an den Befreiungskriegen 1813/14 teil. Er bestand 1815 das Abitur und studierte danach Geschichte an der Albertus-Universität Königsberg. Er habilitierte sich 1820 und lehrte ab 1823 als a.o. Professor erst in Königsberg, dann an der Friedrich-Wilhelms-Universität zu Berlin.
Er war Geh. Regierungsrat und seit 1826 o. Professor für Geschichte und Staatskunde an der Königsberger Universität, deren Rektor er auch mehrfach war. Mit Johannes Voigt und Wilhelm Drumann bildete er das sog. „Dreigestirn“ am dortigen Historischen Seminar.
Schubert war nach Ansicht des Wirtschaftshistorikers Hans-Heinrich Bass „einer der weitsichtigen Ökonomen des 19. Jahrhunderts“. In seiner Schrift Statistische Beurteilung und Vergleichung einiger früherer Zustände mit der Gegenwart für die Provinz Preußen mit besonderer Berücksichtigung des jetzigen Notstandes dieser Provinz von 1847 benannte Schubert als Ursachen für die in den 1840er Jahren immer wieder auftretenden Hungersnöte mehrere für die Provinz Preußen strukturell negativ wirkende Faktoren, unter anderem die relative Deurbanisierung, die Polarisierung der agrarischen Sozialverhältnisse, den starken Agrarexport trotz unzureichenden technischen Fortschritts, fehlende gewerbliche Einkommensquellen für Landlose sowie einen unzulänglich entwickelten inneren Markt. Damit grenzte Schubert sich ab gegenüber der These, die Ernährungskrise des Jahres 1847 sei vornehmlich auf den schlechten Ernteausfall zurückzuführen.
Schubert war 1848/1849 als Abgeordneter der Landkreise Ortelsburg und Sensburg Mitglied der Casino-Fraktion in der Frankfurter Nationalversammlung. 1850 war er Mitglied des Volkshauses des Erfurter Unionsparlaments. Von 1849 bis 1852 war er Mitglied der II. Kammer und von 1859 bis 1863 im Preußischen Abgeordnetenhaus. Seit 1863 vertrat er die Universität Königsberg im Preußischen Herrenhaus. Seit 1846 war er korrespondierendes Mitglied der Russischen Akademie der Wissenschaften in Sankt Petersburg.
Schubert war zweimal verheiratet; in zweiter Ehe heiratete er Friederike Pauline Auguste Emilie Karoline von Larisch (* 25. März 1801 in Elbing), eine Tochter des Generalleutnants Wilhelm Christian von Larisch.  Das Paar hatte mehrere Kinder:
- Ernst (* 14. Juli 1830), Jurist
- Ottilie (* 2. Mai 1837)

## Werke
- Bemerkungen zur Geschichte Preußens von J. Voigt. In: Preußische Provinzial-Blätter. Band 5, Königsberg 1831, S. 3–16.
- Die Großgebietiger des Deutschen Ordens in Preußen seit der Verlegung des hochmeisterlichen Sitzes nach Marienburg. In: Preußische Provinzial-Blätter. Band 5, Königsberg 1831, S. 206–225, S. 277–292 (Berichtigung über den 20. Großkomtur in dieser Fortsetzung auf S. 388), S. 373–388 und S. 485–516.
- Handbuch der Allgemeinen Staatskunde von Europa, Verlag Gebrüder Bornträger, Königsberg 1846.
  - die allgemeine Einleitung und das Russische Reich Band 1,1,
  - Frankreich und das Britische Reich  Band 1,2
  - Die Reiche Spanien und Portugal Band 1,3
  - Die Italienischen Staaten Neapel und Sicilien Sardinien der Kirchenstaat Toscana Parma Modena Lucca und S. Marino Band 1,4,
  - Deutsche Staaten: Das Kaiserthum Oesterreich  Band 2,1,
  - Der Preussische Staat Band I Band 2,2
  - Der Preussische Staat Band II  Band 7,
- Statistische Beurteilung und Vergleichung einiger früherer Zustände mit der Gegenwart für die Provinz Preußen mit besonderer Berücksichtigung des jetzigen Notstandes dieser Provinz, zuerst in: Zeitschrift des Vereins für Deutsche Statistik 1847, S. 24–39, teilweiser Wiederabdruck in Dietrich Hilger und Carl Jantke: Die Eigentumslosen, Freiburg und München 1965, S. 230–243.
- Die Verfassungsurkunden und Grundgesetze der Staaten Europa’s, der Nordamerikanischen Freistaaten und Brasiliens, 1848, Band 1, Band 2
- De Romanorum aedilibus libri quatuor, 1828 Digitalisat